# Gacaca
 (juillet 2017).
Si vous disposez d'ouvrages ou d'articles de référence ou si vous connaissez des sites web de qualité traitant du thème abordé ici, merci de compléter l'article en donnant les références utiles à sa vérifiabilité et en les liant à la section « Notes et références ».
Gacaca, qui se prononce « gatchatcha », littéralement « herbe douce » en français, est un mot kinyarwanda désignant des tribunaux communautaires villageois se déroulant en plein air.
Présidés par les anciens du village, les gacaca permettaient originellement, notamment à l'époque précoloniale, de régler des différends familiaux ou de voisinage sur les collines du Rwanda. Loin des pratiques judiciaires modernes, les gacaca étaient des instances coutumières où toutes les personnes qui étaient présentes pouvaient demander la parole.
Réactivées dans les années 2000 après le génocide des Tutsi, afin de juger en un temps record plus de 2 millions de Rwandais suspectées d'y avoir participé, elles ont ainsi servi de justice transitionnelle.

## Nécessité de leur rétablissement
Ces tribunaux ont été réactivés pour accélérer le nécessaire procès des quelques centaines de milliers de personnes accusées de participation au génocide des Tutsi de 1994, après une attente d'une décennie, où rescapés et génocidaires ont dû se côtoyer sans que « justice soit faite ». Au moment où l'on a lancé l'idée des Gacaca, 130 000 prisonniers croupissaient depuis des années en prison. On estime qu'il aurait fallu 200 ans à la justice rwandaise pour tous les juger.
La loi d'août 1996 sur l'organisation et la poursuite de crimes de génocide ou crimes contre l'humanité a créé quatre catégories de criminels :
- les planificateurs, les organisateurs et les leaders du génocide, ceux qui ont agi en position d'autorité, les meurtriers de grand renom ainsi que ceux qui sont coupables de tortures sexuelles ou de viols ;
- les auteurs, coauteurs ou complices d'homicide volontaire ou d'atteintes contre des personnes ayant entraîné la mort et de ceux qui avaient l'intention de tuer et ont infligé des blessures ou ont commis d'autres violences graves qui n'ont pas entraîné la mort ;
- ceux qui ont commis des atteintes graves sans intention de causer la mort des victimes ;
- ceux qui ont commis des infractions contre les biens.

## Compétence
Les gacaca sont compétents pour juger les personnes suspectées de crimes et délits issus des trois dernières catégories. Le jugement des planificateurs et des personnes accusées de viols (première catégorie) ne relève pas du système des gacaca mais des tribunaux réguliers rwandais ou du Tribunal pénal international pour le Rwanda. C'est la volonté d’accélérer les procédures qui conduit à installer plusieurs juridictions dans une même localité et à tenir, à partir de 2008, des procès pour crimes de 1e catégorie (organisateurs, autorités, violences sexuelles), alors qu’ils ne relevaient initialement pas de la compétence des gacaca mais des tribunaux ordinaires de première instance.
Quant aux délits de la quatrième catégorie (dégradation de biens), ils ne peuvent faire l'objet d'aucune peine, mais uniquement de réparations aux lésés.
Apres l'abolition de la peine de mort, la peine maximale est de trente ans de prison. Pour les mineurs âgés de 14 à 18 ans au moment des faits, la peine équivaut à la moitié de celle d'un adulte. Les mineurs âgés de moins de 14 ans n'encourent aucune peine.

## Mise en route
Le principal obstacle à la création des gacaca fut de former le personnel et de préparer la population à des pratiques qui devaient favoriser un lien entre cette justice populaire ancestrale et la justice gouvernementale. Un accompagnement des victimes appelées à témoigner devant leur communauté villageoise se révèle également nécessaire. L’association Ibuka met ainsi en place des aides et des soutiens psychologiques pour ces personnes traumatisées. Une thérapeute comme Emilienne Mukansoro, ou le psychiatre Naasson Munyandamutsa, participent par exemple à ces cellules de soutien, qui prolonge ensuite sous d'autres formes leurs actions.
Les gacacas ont été formellement mis en place le 18 juin 2002. Le 15 janvier 2005, huit mille nouvelles juridictions « gacaca », ont entamé la phase administrative de leur travail. Elles viennent se rajouter aux 750 « gacaca » pilotes mises en place depuis 2001.

## Fonctionnement
Les « gacaca » sont constituées de personnes élues pour leur bonne réputation. Elles sont qualifiées d'intègres (Inyangamugayo). Elles ont suivi une formation juridique de base. Les accusés n'ont pas d'avocat, mais tous les villageois peuvent participer et intervenir, soit à charge, soit à décharge. Le premier jugement de la phase opérationnelle a eu lieu le 11 mars 2005.
Une phase d'instruction de plusieurs mois précède le jugement, qui fixe la peine et les réparations dues aux victimes. Les séances, publiques, ont lieu une fois par semaine.
Les personnes jugées par les gacaca sont encouragées à révéler tout ce qui est en leur connaissance en échange de larges remises de peine. Les suspects qui collaborent pleinement avec le tribunal peuvent ainsi espérer une peine équivalente à la moitié de ce que la loi prévoit initialement, et la purger sous forme de travaux d'intérêt général. Les jours passés en détention provisoires sont également décomptés. Bien plus qu'un instrument de répression, les gacaca sont vus également comme un moyen de recherche de la vérité pour les rescapés dont des proches ont été tués.

## Craintes

### Au Rwanda
La majorité de la population ne s'est pas opposée aux tueurs lors du génocide et les rescapés craignent que ces jugements se fassent dans un contexte populaire défavorable à la vérité.[réf. nécessaire]
Les expériences pilotes conduites à partir de 2001 ont montré que ces tribunaux risquent de révéler que 750 000 personnes auraient participé aux tueries. Cela représente environ six fois le nombre de personnes actuellement emprisonnées et presque 10 % de la population actuelle du Rwanda. On évalue depuis longtemps que le nombre de tueurs se situe au moins autour du million de personnes. Certains parlent de 2 millions. Beaucoup sont en fuite, particulièrement en République démocratique du Congo ou sont morts, notamment du sida à la suite des viols nombreux. De nouvelles vagues de réfugiés dans les pays voisins ont vu le jour en 2005 à cause du démarrage des « Gacaca » et l'une des revendications actuelles des FDLR est l'arrêt de ces juridictions, accusées de faire peur aux Rwandais. Ainsi, les 6 000 Rwandais qui ont pris la fuite au Burundi en avril-mai 2005 pour échapper aux « Gacaca » ont tous été renvoyés au Rwanda.

### Dans la communauté internationale
Des ONG comme Amnesty International estiment que cette justice populaire est une justice qui ne protège pas suffisamment les accusés. D'autres, comme l'association Survie font remarquer que c'est le seul moyen de désengorger les prisons rwandaises, de rendre un minimum de justice, et peut-être d'envisager une réconciliation sociale[réf. nécessaire]. Certains[Qui ?] disent aussi que les milices interahamwe qui ont rapidement été formées à tuer, sont jugées par des tribunaux de même origine sociale et qu'il y aurait une cohérence historique dans cette pratique qui peut être, malgré tout, salvatrice pour la société rwandaise : le mal et son jugement s'accomplissant dans le même creuset social.
La communauté internationale scrute avec attention les procédures suivies : respect des droits de la défense, respect des droits de l'homme. En France, certains[Qui ?] s'inquiètent dès que le mot "tribunal populaire" est associé à une série de condamnations En effet, à la différence de ce qui fut conduit en Afrique du Sud après l'apartheid, les gacaca prononcent des peines avec mandat de dépôt à l'audience, et sont, de fait, insusceptibles de recours dans des délais raisonnables.

## Jugements rendus
- Enos Kagaba, emprisonnement à perpétuité[réf. nécessaire]
- Valérie Bemeriki, emprisonnement à perpétuité

### Filmographie
- (fr) Gacaca : revivre ensemble au Rwanda ?, réalisé par Anne Aghion, Ministère de la Culture et de la Communication, Direction du Livre et de la Lecture, Paris, 2004, 55 min (DVD)

En 2008 sort Behind This Convent, réalisé par Gilbert Ndahayo et dans lequel il est question du gacaca.